# Ozierany Małe
Ozierany Małe – wieś w Polsce położona w województwie podlaskim, w powiecie sokólskim, w gminie Krynki.
| SIMC    | Nazwa   | Rodzaj  |
| ------- | ------- | ------- |
| 0032833 | Jamasze | kolonia |

## Historia
Według Pierwszego Powszechnego Spisu Ludności, przeprowadzonego w 1921 r., wieś liczyła 36 domostw, które zamieszkiwały 184 osoby (100 kobiet i 84 mężczyzn). Większość mieszkańców miejscowości, w liczbie 125 osób, zadeklarowało wyznanie prawosławne, pozostałe 59 osób podało wyznanie rzymskokatolickie. Jednocześnie 159 osób podało polską przynależność narodową, a pozostałe 25 osób białoruską. W tym czasie miejscowość znajdowała się w gminie Hołynka w powiecie grodzieńskim.
W 1899 w Ozieranach Małych urodził się Mikoła Czarnecki działacz mniejszości białoruskiej w Polsce, publicysta i pedagog.
W latach 1975–1998 miejscowość administracyjnie należała do województwa białostockiego.